# Medienkultur und Medienwirtschaft

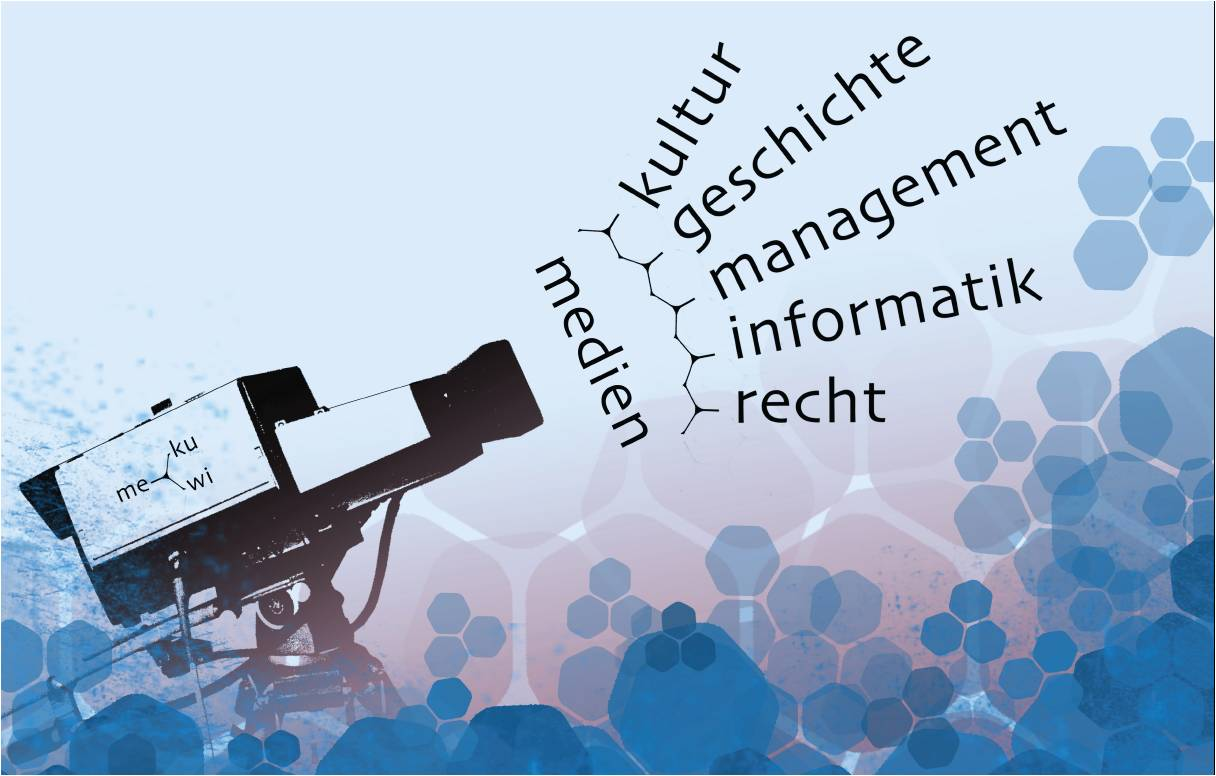
MeKuWi-Logo

Medienkultur und Medienwirtschaft (MeKuWi) ist ein interdisziplinärer, konsekutiver Masterstudiengang mit Promotionsprogramm an der Universität Bayreuth. Er wurde im Jahr 2009 gegründet und kombiniert Medien-, Geschichts-, Rechts-, Wirtschafts- und Informatikwissenschaften. Das forschungsorientierte Curriculum ist geprägt durch eine fächerübergreifende Verbindung von wissenschaftlichen Schwerpunkten mit anwendungsbezogenen Fragestellungen, die das gesamte Spektrum audiovisueller Produktionen, von Film über Radio und Fernsehen bis hin zu den digitalen Medien, abdecken. Die Regelstudienzeit beträgt 4 Semester mit 120 LP (Master) bzw. 6 Semester mit 20 LP (Promotion).

## Berufliche Perspektiven
Die Berufsfelder der Absolventen sind vorrangig an den Schnittstellen zwischen (audiovisuellen) Medien, Kultur, Wirtschaft, Recht und Informatik angesiedelt. Nach Abschluss ihres Studiums sollen die Absolventen laut Universität Bayreuth in der Lage sein, selbständig in der Praxis geeignete Problemlösungen zu erarbeiten und als Medienmanager im weitesten Sinne bei Unternehmen und Organisationen Entscheidungen zu treffen: als Programmgestalter bei TV- und Rundfunkanstalten, Manager/Entwickler von Projekten der digitalen Medien, Produzent, Redakteur, Planer/Manager von Multimediafestivals, wissenschaftlicher Begleiter/Analytiker von Multimediaproduktionen/Anwendungen/Nutzungsmöglichkeiten der digitalen Medien, Medien-Journalist, Rechtsberater von Unternehmen, der Medienbranche oder Sozius/Berater in medienrechtlich ausgerichteten Anwaltskanzleien, Medienmanagement im Sportsektor, Produktentwicklung für Neue Medien, Sportsponsoring-Agenturen, Weiterbildungsakademien (z. B. E-Learning) und Management im Bereich Internet-Publishing und E-Commerce.

## Zulassungsvoraussetzungen
Die Zulassung zum Studium setzt eine Bachelor-, Master-, Magister-, Diplomprüfung, ein Staatsexamen oder eine gleichwertige Abschlussprüfung an einer in- oder ausländischen Hochschule voraus; und zwar in einem geistes-, staats-, wirtschafts- oder informationswissenschaftlich orientierten Studiengang mit mindestens gutem, bei Juristen mit mindestens befriedigendem (mind. 7,5 Punkte) Erfolg. Des Weiteren müssen alle Studienbewerber hinreichend gute Fremdsprachenkenntnisse in Englisch und Französisch (TOEFL, ALTE, Abiturzeugnis mit GER-Angabe o. ä.) nachweisen können. Voraussetzung für die Zulassung zum Studium ist ein Eignungsverfahren. Studienbeginn ist nur zum Wintersemester möglich.